# Igor Rostislavovič Šafarevič
Igor Rostislavovič Šafarevič [ígor rostislávovič šafárevič] (rusko И́горь Ростисла́вович Шафаре́вич), ruski matematik, filozof, publicist in politik, * 3. junij 1923, Žitomir, Sovjetska zveza (danes Ukrajina), † 19. februar 2017, Moskva.
Šafarevič velja za ustanovitelja pomembne šole algebrske teorije števil in algebrske geometrije, ter za enega vodilnih sodobnih ruskih matematikov. Bil je tudi pomembna disidentska osebnost v Sovjetski zvezi, od leta 1970 je javno podpiral Komite za človekove pravice Saharova. Podpiral je Solženicinovo kritiko sovjetskega komunizma in liberalne predloge Rusije v prihodnje.
Angleški prevod njegove knjige Pojav socializma (The Socialist Phenomenon) (Socializem kot pojav svetovne zgodovine (Социализм как явление мировой истории)) iz leta 1980 je na široko krožil po zahodnem svetu. Po hladni vojni je napadel tiste, ki jih je imenoval »majhne ljudi«, ki zanikajo »zgodovinske dosežke« Rusije, in pri tem poudaril da mora imeti domovina »zdravo demokratično suverenost, temelječo na volju ljudstva«. Njegovi kritiki so ga označili za radikalnega, protijudovskega in krščanskega nacionalista.

## Življenje in delo
Njegov oče, Rostislav Stepanovič, je diplomiral na Državni univerzi v Moskvi (MGU) in bil predavatelj teoretične mehanike. Mati Julija Jakovljevna, po izobrazbi filozofinja, večino časa ni delala. Kmalu se je začel zanimati za matematiko in že kot najstnik samostojno bral matematične razprave. S petnajstimi leti je bral Hilbertovo delo o teoriji števil. Študiral je na Fakulteti za mehaniko in matematiko MGU. Po diplomi je dokončal podiplomski študij leta 1940. Leta 1942 je zagovarjal kandidatsko dizertacijo, doktoriral pa je leta 1946 s 23-timi leti na Matematičnem inštitutu Steklova (MIAN) z dizertacijo Raziskave končnih razširitev pod Delaunayjevim mentorstvom.
Nato je delal na Matematičnem inštitutu Steklova in vodil oddelek za algebro. Od leta 1943 je vzporedno predaval na Moskovski državni univerzi. Imel je mnogo učencev. Njegovi najbolj znani učenci so Arakelov, Drozd, Golod, Kostrikin, Manin in Mojšezon. Pod njegovim mentorstvom so zagovarjali več kot 30 kandidatskih dizertacij. 20. junija 1958 so ga izbrali za dopisnega člana Sovjetske akademije znanosti v razredu fizikalnih in matematičnih znanosti. 7. decembra 1991 so ga izbrali za akademika Ruske akademije znanosti (RAN) v odseku matematike, mehanike in matematične informatike. Leta 1975 so ga zaradi političnih razlogov izključili iz Državne univerze. Od leta 1974 je zunanji član Ameriške nacionalne akademije znanosti in član Srbske akademije znanosti in umetnosti (SANU) v razredu matematičnih, fizikalnih in geo-znanostih.
Svoja prva matematična dela je posvetil algebri in algebrski teoriji števil. V teoriji algebrskih števil je odkril splošni izrek recipročnosti stopenj residuumov v obsegu algebrskih števil, kar se je v določeni meri pokazalo za končno etapo v 150-letni zgodovini odkrivanja aritmetičnih izrekov recipročnosti, ki je segala do Eulerja in Gaussa. 
Njegovo delo je bilo temeljno pri razvoju Galoisove teorije. Leta 1954 je podal rešitev obratne naloge Galoisove teorije o rešljivih grupah, oziroma je pokazal, da kadar je osnovni obseg obseg algebrskih števil končne stopnje, obstaja algebrska razširitev tega obsega z vnaprej dano rešljivo Galoisovo grupo. Za ta dosežek je leta 1959 prejel Leninovo nagrado. 
Šafarevič je leta 1962 je postavil domnevo, s katero je pozneje Paršin dokazal veljavnost Mordellove domneve iz leta 1922. Šafarevičevo domnevo in s tem Mordellovo domnevo, ki je pomembna pri Fermatovem problemu, je leta 1983 dokazal Faltings, za kar je leta 1986 prejel Fieldsovo medaljo.
V zadnjem času so Šafarevič, Faddejev in njuni učenci pomembno prispevali k teoriji grup, teoriji celoštevilskih reprezentacij grup in Galoisovi teoriji. Leta 1964 je Šafarevič skupaj z učencem Golodom dal negativen odgovor na rešitev splošnega (neomejenega) Burnsideovega problema in dokazal obstoj neskončnih periodičnih p-grup, ki jih je moč dobiti v končnem.
S Pjatecki-Šapirom je raziskoval K3-površine, dvorazsežne oblike Calabi-Yaujevih mnogoterosti, pomembne objekte v sodobni teoretični fiziki.